# 斯隆冰川
71°56′S 170°3′E / 71.933°S 170.050°E
斯隆冰川（英語：Slone Glacier）是南極洲的冰川，位於維多利亞地的博克格雷溫克海岸，處於莫布雷冰川西岸的阿德默勒爾蒂山脈地區，美國地質調查局根據測量和該國海軍的空中照片繪入地圖，現時由南極條約體系管理。